# تريغونلين
تريغونلين أو الحُلْبِين (بالإنجليزية: Trigonelline)‏ هو شبه قلوي صيغته الكيميائية C7H7NO2، كما إنه أيون مزدوج عن طريق مثيلة ذرة النيتروجين في النياسين. يعد تريغونلين منتجا لاستقلاب النياسين في الثدييات ويطرح في البول.
يوجد تريغونلين في الكثير من النباتات، وقد عزل من بذور الحلبة والبازلاء وبذور القنب والشوفان والبطاطا وأنواع البطنج والأضاليا وأنواع الستروفانثوس والجفبلار السنمي. كما يوجد تريغونلين في القهوة، ويوجد بتراكيز أعلى في البن العربي.
كما وجد بعض العلماء أن تريغونلين موجود في بعض الحيوانات.